# 安妮·洛马斯
安妮·洛马斯（英語：Anne Lomas，1953年7月2日—），新西兰前女子草地滚球运动员。她曾代表新西兰参加2002年英联邦运动会草地滚球比赛，获得女子四人铜牌。